# Плютей темнокрайний
Плюте́й чёрноокаймлённый (лат. Pluteus atromarginatus) — гриб рода Плютей. В системе рода Плютей С. П. Вассера этот вид относится к секции Fibulatus подрода Pluteus, в системе Э. Веллинги к секции Pluteus. Считается малоизвестным съедобным грибом.
Синонимы Плюте́й черно-кра́йный
- Pluteus cervinus subsp. atromarginatus Konrad, 1927 basionym
- Pluteus cervinus var. atromarginatus Singer, 1925
- Pluteus cervinus var. nigrofloccosus R. Schulz, 1913
- Pluteus tricuspidatus Velen., 1939
- Pluteus umbrosus sensu Quél., (1876), Boud. (1910), Bres. (1929), Fart. & Burl., (1929) non sensu Fr., (1821)[2] —  омоним плютея умбрового (Pluteus umbrosus (Pers.:Fr.) Kumm., 1871)

## Описание
Шляпка диаметром 3—10(12) сантиметров, толстомясистая, от колокольчатой или полуокруглой до плоско-выпуклой и распростёртой, со слабо выраженным бугорком, край часто разрывается на лопасти. Поверхность обычно сухая, гладкая, шелковистая, с вросшими радиальными волосками, в центре мелкочешуйчатая, окрашена в коричневые тона — серовато-умбровая, тёмно-коричневая или тёмно-бурая до чёрно-бурой, центр шляпки более тёмный, чем края.
Пластинки свободные, широкие, частые, от бледно-розового до розовато-коричневатого цвета с чёрными рёбрами пластин. (отсюда и название atro- чёрные и -margin "рёбра", кайма.
Ножка 4—10×0,5—1,2 см, цилиндрическая, центральная, ровная или слабо сужающаяся кверху, плотная. Поверхность гладкая, беловатая или палёвая, с продольными коричневатыми или тёмно-бурыми волокнистыми хлопьями, более выраженными к основанию.
Мякоть грязно-белая, со сладковатым вкусом и приятным запахом, на срезе не изменяется.
Остатки покрывал отсутствуют, споровый порошок розовый.
Споры гладкие, от широкоэллипсоидных до яйцевидных, 6—8×4—5,5 мкм.
Гифы c пряжками, в кожице шляпки шириной 10—25 мкм, клетки содержат коричневатый пигмент. Покровы ножки состоят из бесцветных цилиндрических гиф шириной 5—15 мкм, в основании имеются пигментированные гифы.
Базидии четырёхспоровые, размерами 7—30×6—10 мкм, тонкостенные, булавовидные, бесцветные.
Хейлоцистиды размерами 25—65×12—35 мкм, булавовидные или веретеновидные, тонкостенные, бесцветные, многочисленные. Плевроцистиды 65—110×15—25 мкм, пузыревидные, веретеновидные или бутылковидные, толстостенные, бесцветные, обычно несут апикулярный придаток с 2—5 зубцами или крючковидными отростками, вблизи края пластинок могут содержать коричневый пигмент.

## Сходные виды
- Плютей олений (Pluteus cervinus) растёт преимущественно на лиственных деревьях, отличается по окраске края пластинок и отсутствием пряжек на мицелии.
- Плютей умбровый (Pluteus umbrosus) растёт преимущественно на буковой древесине, отличается сетчатым рисунком на шляпке и строением плевроцистид.[2][3]

## Экология и распространение
Сапротроф на остатках древесины хвойных деревьев, главным образом сосны, реже встречается на ели, пихте. Встречается редко. Известен во многих странах Европы (кроме Балканского полуострова), в Азии — в Закавказье (Грузия), Приморском крае России и в Японии. В Европейской части России известен в Ленинградской, Пермской, Ростовской и Самарской областях.
Сезон: июль — октябрь.